# Andrea Zuckerman
Andrea Zuckermann – fikcyjna postać w serialu Beverly Hills, 90210, w którą wcieliła się Gabrielle Carteris.
Andrea jest redaktorką naczelną szkolnej gazetki Blaze w szkole West Beverly Hight. Jej cechami charakterystycznymi są okulary i rude kręcone włosy. Jest osobą o nieprzeciętnym intelekcie. Wywodzi się z rodziny żydowskiej. Poznajemy ją, kiedy ona sama spotyka pierwszy raz Brandona Walsha, któremu daje posadę w dziale sportowym.
Chociaż Andrea chodzi do elitarnej szkoły dla młodzieży w dzielnicy Beverly Hills, to mieszka w uboższej dzielnicy Los Angeles. Ukrywa to przed dyrekcją i przyjaciółmi. Wkrótce dowiaduje się o tym Brandon, który stara się to utrzymywać w tajemnicy.
Postać Andrei pozostaje w serialu przez 5 sezonów.
Po liceum stara się dostać na prestiżowy Uniwersytet Yale. Po zastanowieniu wybiera jednak Uniwersytet Kalifornijski, z powodu choroby swojej babci i stypendium. Na uczelni poznaje wykładowcę Dana, z którym po głębszym poznaniu traci dziewictwo, ich związek nie trwa długo. Nieco później Andrea spotyka młodego barmana Jesse Vasqueza. W niedługim czasie Andrea zachodzi z Jessiem w ciążę.
Ich dzieckiem zostaje Hanna, która rodzi się miesiąc przed terminem. W związku z tym, że dziecko potrzebowało dłuższej opieki, Andrea spędziła sporo czasu w szpitalu. Ojcem chrzestnym Hanny zostaje Brandon. Andrea i Jessie wkrótce po tym wszystkim biorą ślub. 
Andrea i Jessie nie są małżeństwem doskonałym, gdyż oboje mają romanse. Andrea spotyka się z Peterem, którego poznała w pralni. Szybko nawiązują głębszy romans, bo okazuje się, że Peter jest lekarzem w tym szpitalu, gdzie Andrea ma praktykę. Jej romans odkrywa Dylan, kiedy widzi ją wychodzącą z motelu. W końcu przerywają romans i do Andrei dochodzi, że nie może porzucać rodziny.
Kiedy Jessie dostaje awans, razem z Andreą wyjeżdżają na Uniwersytet Yale. Przyjaciele organizują Andrei pożegnanie w Peach Pit. Wtedy po raz ostatni wszyscy się z nią żegnają. Andrea pojawia się jeszcze w serialu w szóstym sezonie na przyjęciu urodzinowym Steve'a oraz w ostatnim odcinku na ślubie Donny i Davida.